# Erytrea na Mistrzostwach Świata w Lekkoatletyce 2015
Erytrea na Mistrzostwach Świata w Lekkoatletyce 2015 – reprezentacja Erytrei podczas Mistrzostw Świata w Pekinie liczyła 9 zawodników.

## Występy reprezentantów Erytrei

### Mężczyźni
| Konkurencja      | Zawodnik              | Runda 1  | Runda 1 | Półfinał | Półfinał | Finał         | Finał   |
| Konkurencja      | Zawodnik              | Rezultat | Pozycja | Rezultat | Pozycja  | Rezultat      | Pozycja |
| ---------------- | --------------------- | -------- | ------- | -------- | -------- | ------------- | ------- |
| Bieg na 5000 m   | Aron Kifle            | 13:25,85 | 11.     | —        | —        | NQ            | NQ      |
| Bieg na 5000 m   | Abrar Osman           | 13:45,55 | 21.     | —        | —        | NQ            | NQ      |
| Bieg na 10 000 m | Nguse Amlosom         | —        | —       | —        | —        | 28:14,72      | 13.     |
| Bieg na 10 000 m | Teklemariam Medhin    | —        | —       | —        | —        | 28:39,26 (SB) | 19.     |
| Bieg na 10 000 m | Abrar Osman           | —        | —       | —        | —        | 27:43,21      | 6.      |
| Maraton          | Beraki Beyene         | —        | —       | —        | —        | DNF           | DNF     |
| Maraton          | Ghirmay Ghebreslassie | —        | —       | —        | —        | 2:12:28       | złoto   |
| Maraton          | Amanuel Mesel         | —        | —       | —        | —        | 2:15:07       | 9.      |

### Kobiety
| Konkurencja      | Zawodniczka        | Runda 1  | Runda 1 | Półfinał | Półfinał | Finał         | Finał   |
| Konkurencja      | Zawodniczka        | Rezultat | Pozycja | Rezultat | Pozycja  | Rezultat      | Pozycja |
| ---------------- | ------------------ | -------- | ------- | -------- | -------- | ------------- | ------- |
| Bieg na 10 000 m | Nazret Weldu       | —        | —       | —        | —        | 35:14,18 (SB) | 24.     |
| Maraton          | Nebiat Habtemariam | —        | —       | —        | —        | 2:44,42 (SB)  | 34.     |